# Райнштеттен
Райнштеттен (нім. Rheinstetten) — місто в Німеччині, знаходиться в землі Баден-Вюртемберг. Підпорядковується адміністративному округу Карлсруе. Входить до складу району Карлсруе.
Площа — 32,31 км2. Населення становить 20 178 ос. (станом на 31 грудня 2020).